# Młode Centrum
Organizacja młodzieżowa funkcjonująca w latach 2001–2008, skupiająca ludzi o poglądach liberalnych i progresywnych, działająca na obszarze Polski i poza jej granicami.

## Podstawowe informacje
„Młode Centrum” powstało w 27 stycznia 2001 w wyniku rozłamu w Stowarzyszeniu „Młodzi Demokraci”. Część regionów i członków SMD zerwała wówczas umowę partnerską z Unią Wolności i podpisała takową z Platformą Obywatelską. MC skupiło tych, którzy zdecydowali się nadal wspierać UW. Stowarzyszenie brało czynny udział w zakończonej sukcesem kampanii „Przyszłość i Doświadczenie” do Parlamentu Europejskiego w 2004. „Młode Centrum” współpracowało także w kampanii wyborczej do parlamentu w 2005 z powstałą z przekształcenia UW Partią Demokratyczną – demokraci.pl, z której list kandydowali do Sejmu jego członkowie.
Siedzibą stowarzyszenia było miasto Poznań. Pod koniec działalności Stowarzyszenie liczyło ponad 500 członków (2008).
Głównym obszarem działań „Młodego Centrum” były projekty realizowane samodzielnie, bądź we współpracy z posłami do Parlamentu Europejskiego, przede wszystkim z ramienia Partii Demokratycznej (grupa parlamentarna ALDE), Fundacją im. Friedricha Naumanna czy Klubem 89. W 2006, po wejściu PD w koalicję Lewica i Demokraci, MC zakończyło z nią współpracę (nową młodzieżówką partii została oranżada.org). Od 2007 strategicznym partnerem stowarzyszenia była Fundacja Projekt: Polska. Przykładami działań mogą być projekty „Ambasadorzy Konstytucji Europejskiej”, „Ambasadorzy Demokracji – 40 dni dla Białorusi” czy projekt „Euro”.
Od IV Kongresu Krajowego (9–10 grudnia 2006) do V Kongresu Krajowego przewodniczącym „Młodego Centrum” był Kamil Wiszowaty, wiceprzewodniczącymi – Błażej Lenkowski i Grzegorz Pietraszewski, zaś sekretarzem generalnym Adam Szłapka. Wcześniej funkcję przewodniczących pełnili: Mirosław Pawełko (2001–2003), Błażej Gładysz (2003–2005) i Paweł Lisiewicz (2005–2006). Funkcję wiceprzewodniczących pełnili odpowiednio: Paweł Lisiewicz (2001-2003), Wiktor Jędrzejewski (2005-2006).
Podczas V Kongresu Krajowego (25–26 października 2008) przegłosowano zmiany w statucie, na mocy których stowarzyszenie zmieniło nazwę na Projekt: Polska, zniesiono określony w statucie na 35 lat limit wieku członków stowarzyszenia, zaś nowym przewodniczącym został Szymon Gutkowski. 

## Członkostwo międzynarodowe
Stowarzyszenie było członkiem:
- European Liberal Youth (LYMEC);
- Liberal Youth of the Baltic Sea (LYBS);
- International Federation of Liberal Youth (IFLRY).

## Członkowie honorowi
Uchwały I Kongresu Stowarzyszenia z 24 listopada 2001 nadały honorowe członkostwo następującym osobom:
- Markowi Edelmanowi;
- Bronisławowi Geremkowi;
- Janowi Kułakowskiemu;
- Jackowi Kuroniowi;
- Tadeuszowi Mazowieckiemu.

## Cele Stowarzyszenia „Młode Centrum”
1. kształtowanie postaw obywatelskich wśród młodych ludzi i zwiększenie ich zaangażowania w życie publiczne i gospodarcze kraju,
2. pomoc w zdobywaniu wiedzy i kwalifikacji umożliwiających ludziom młodym spełnianie funkcji społecznych i zawodowych w społeczeństwie,
3. upowszechnianie postaw proeuropejskich wśród ludzi młodych,
4. propagowanie samorządności,
5. ułatwianie młodym kontaktów z instytucjami i organizacjami międzynarodowymi,
6. promocja kultury, w szczególności tworzonej przez ludzi młodych i do nich adresowanej,
7. ochrona praw młodego człowieka, szczególnie w szkole,
8. propagowanie idei samorządności wśród ludzi młodych,
9. promocja ekologii i ochrony środowiska,
10. promocja kultury fizycznej, sportu i turystyki, szczególnie wśród ludzi młodych,
11. działanie na rzecz zwiększenia obronności kraju.